# Хикмат аль-Аззауи
Хикмат Мизбан Ибрагим аль-Аззауи (1934 — 27 января 2012) — политический деятель Ирака. Занимал ряд постов в руководстве страны, в частности был министром экономики и торговли.
Родился в провинции Дияла. Участвовал в антиправительственной деятельности, за что в 1960 году подвергся аресту. После баасистского переворота 1968 года стал заместителем министра коммерции и торговли, затем министром торговли.
В середине 1970-х гг. аль-Аззауи бал назначен директором Центрального банка Ирака, но в 1977 году его сняли с должности за отказ передать крупную сумму денег за рубеж дяде Саддама Хусейна. Спустя много лет Саддам восстановил его в должности и в 1995 году Хикмат аль-Аззауи стал министром финансов, а с 1999 г. заместителем премьер-министра.
После падения режима Саддама Хусейна аль-Аззауи с другими представителя высшего руководства страны скрылся. Американское командование включило его в список самых разыскиваемых иракцев (в виде восьмёрки бубен). Аль-Аззауи был арестован иракскими полицейскими 19 апреля 2003 года в Багдаде и передан американским военным.